# قلعه بوگزونت

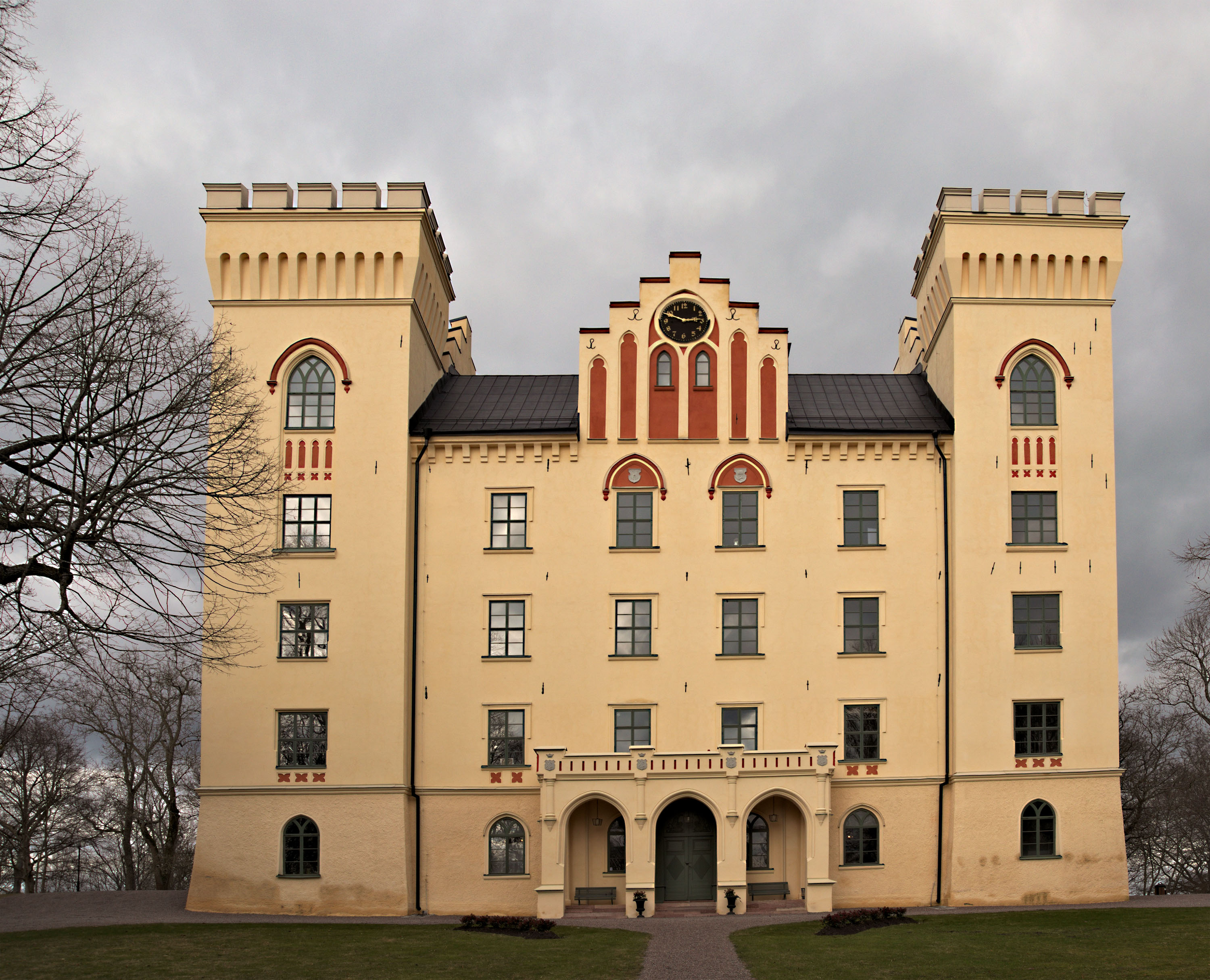
نمای مقابل قلعه

نمای هوایی قلعه

قلعه بوگزونت (به سوئدی: Bogesunds slott) قلعه‌ای در سوئد است.